# Pierre François Marie Denis de Lagarde
Pierre François Marie Denis de Lagarde est un haut commis de l'État et administrateur français né à Paimpol le 10 août 1768, et mort le 24 mars 1848. Il fut également rédacteur en chef du journal du Perlet.

## Biographie
Pierre Denis de Lagarde est le fils aîné de treize enfants d'un avocat au parlement, Florentin Denis, sieur de Lagarde, et de son épouse, héritière d'une lignée d'armateurs paimpolais. Il est le frère du capitaine Denis-Lagarde, officier de l'époque napoléonienne.
Le 13 février 1800, il est nommé commissaire du gouvernement auprès du Conseil des prises.
Il est chargé en mai 1803 (après la rupture de la Paix d'Amiens), par Napoléon Bonaparte de réorganiser la gendarmerie.
En 1806, il est nommé directeur général de la police en Italie et dans les pays conquis, puis commissaire général chargé de la police dans les provinces illyriennes.  
De mars à août 1808, il est envoyé à Lisbonne. Le général Maximilien Sébastien Foy raconte : « un ancien commissaire ordonnateur des armées françaises, Luuyt, fut nommé secrétaire d’État de la guerre et de la marine ; le commissaire impérial Herman fut affecté à l’intérieur et aux finances ; l’intendance générale de police, dont la législation de Pombal avait fait un ministère plus important que tous les autres, fut réservée à un Français, Lagarde que l’Empereur envoyait d’Italie ; l’inspecteur aux revues, Viennot-Vaublanc, fut secrétaire du gouvernement. »
En 1809 il est affecté à Madrid.
En août 1811, il est nommé directeur général de la police à Florence.
De 1830 à 1838, il est conseiller d'État.

## Source
- Notice biographique